# Pyxis planicauda
La tortuga de cola plana (Pyxis planicauda) es una tortuga de la familia Testudinidae endémica de Madagascar y es una de las 25 especies de  tortugas más amenazadas del planeta de acuerdo con una evaluación realizada por la UICN en 2003. 

## Descripción
- El caparazón mide hasta 13,4 cm de largo, es alargado y ligeramente aplanado en el espaldar. Las  escamas alrededor del perímetro son oscuras y tienen una banda amarilla. El plastrón es amarillo, tiene manchas oscuras y no presenta brecha anal.
- El macho pesa entre 300 y 400 g, y la hembra entre 475-670.
- Tiene una cola plana (de la que deriva su nombre científico) y la de la hembra es más delgada y corta que la del macho.
- El color de las  patas, con cinco uñas, varía desde el amarillo hasta el marrón. Las patas traseras son cubiertas por grandes  escamas amarillas.
- La cabeza, de tamaño medio, varía de color desde el marrón oscuro hasta el negro y tiene manchas amarillas de diversas formas.
- Su dimorfismo sexual es bien visible a partir de los 10-12 años de edad.

## Reproducción
Tiene una tasa de fecundidad particularmente baja, lo que contribuye a su escaso número: no solo llega a la madurez sexual a una edad avanzada (entre 12 y 14 años), sino que, además, solo pone 1-3 huevos al año. El periodo de incubación tiene una duración, más o menos, de 9 meses. 

## Alimentación
Se nutre principalmente de frutos (como Bréon perrieri y Aleanthus greveanus), hojas de árbol y arbustos, hongos y flores.   

## Hábitat y distribución geográfica
Es un endemismo de la costa oeste de Madagascar: entre los ríos Monrondava y Tsiribihina (provincia de Toliara, región de Menabe). Vive en densos bosques caducifolios, que le son necesarios para comer y para su periodo de estivación, cuando estivan bajo las hojas.

## Costumbres

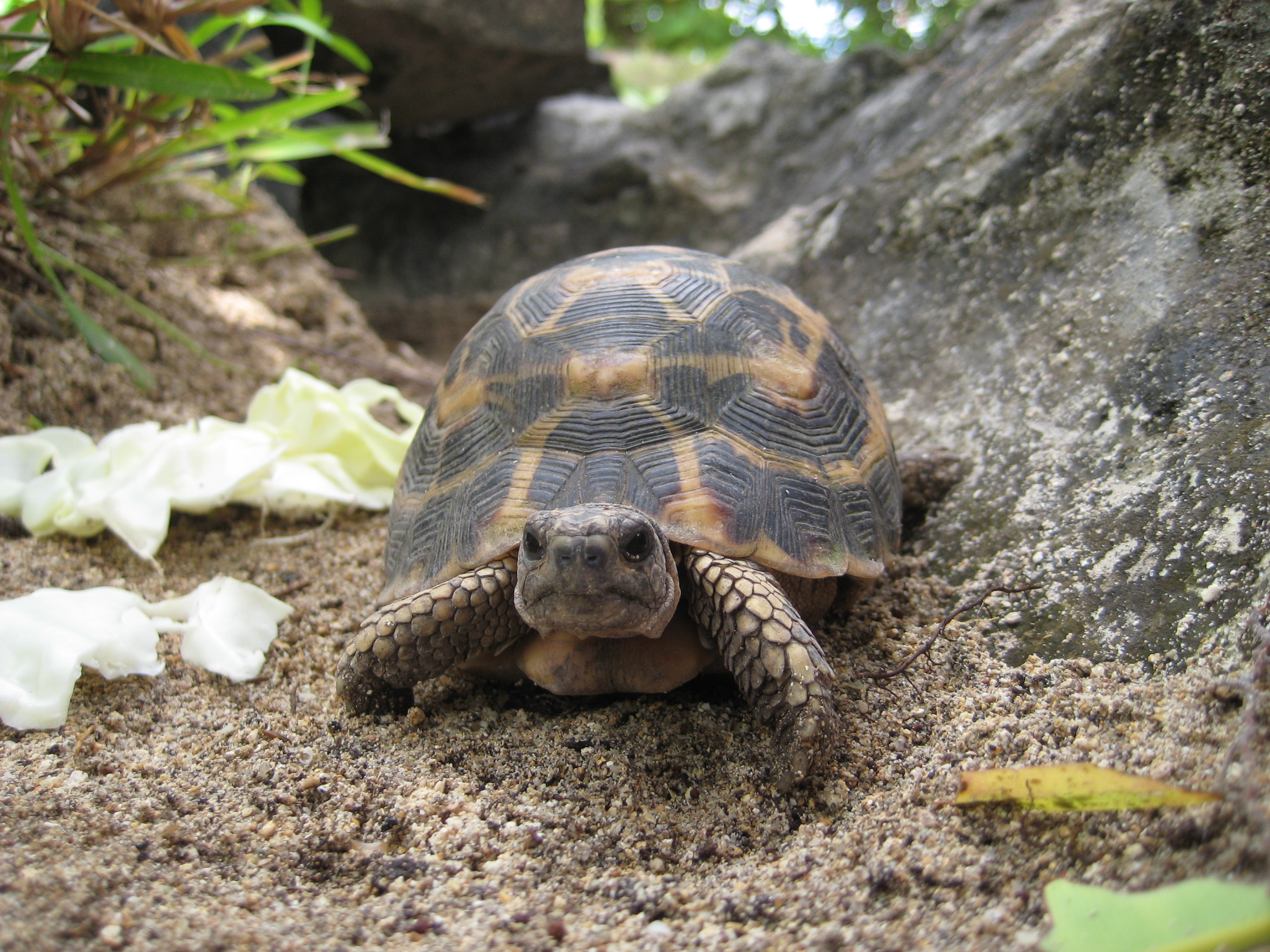
Pyxis planicauda

Solo es activa durante la calurosa estación húmeda (desde diciembre hasta marzo). Durante la temporada más fresca y seca se entierra y permanece latente entre la hojarasca del suelo del bosque (periodo de estivación). Tiene una esperanza de vida de, al menos, 20 años. 

## Estado de conservación
Solo quedan 10 000 ejemplares en estado silvestre y sus principales amenazas son el furtivismo (para proporcionar ejemplares para el comercio internacional de  mascotas y como alimento para los mercados chinos, aunque antes del 1995 estaba prácticamente desconocida), la fragmentación de su hábitat debido al desarrollo agrícola, la extracción de madera, la construcción de  carreteras, la introducción de depredadores exóticos en su hábitat (por ejemplo, perros y gatos), las  inundaciones causadas por  ciclones tropicales y la deforestación provocada por la recogida de leña.